# Nesmith
Nesmith es un área no incorporada ubicada del condado de Williamsburg en el estado estadounidense de Carolina del Sur. Era una estación en la línea de tren de aire del litoral,  (actualmente CSX Transportation) la línea que se construyó alrededor de 1912. Hoy en día consta de una oficina de correos, estación de bomberos, y una tienda de pueblo, sirviendo a una amplia zona rural que depende de la agricultura y registro. Black Mingo Creek fluye junto a la aldea.
La comunidad recibió el nombre de la familia Nesmith.